# Copista

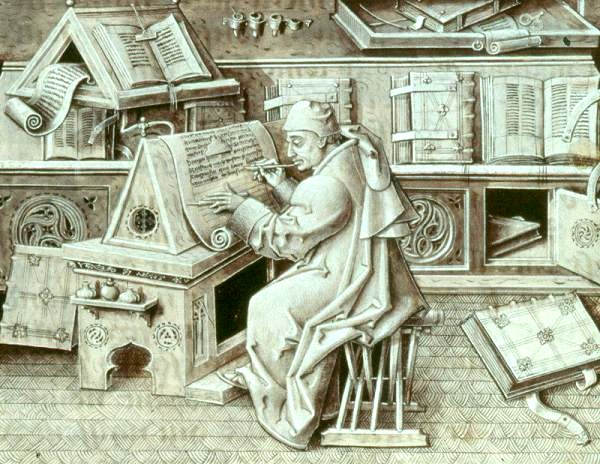
Copista medieval.

Copista es la palabra que designa a una persona que reproduce libros a mano. De ahí su sinónimo, amanuense. También se utiliza para referirse a un pintor que reproduce obras de los grandes maestros de la pintura. También puede referirse a uno de los diferentes tipos de empleados -probablemente el más desconocido-, que conforman el organigrama de una notaría.
Destaca su labor en la difusión del libro hasta la aparición de la imprenta de tipos móviles en el mundo occidental, a mediados del siglo XV. Un copista experimentado era capaz de escribir de dos a tres folios por día. Escribir un manuscrito completo ocupaba varios meses de trabajo. Esto solo en lo que se refiere a la escritura del libro, que posteriormente habían de ilustrar los iluminadores, o encargados de dibujar las miniaturas e iniciales miniadas (de minium, en latín, sustancia que producía el color rojo de la tinta, el más habitual en estas ilustraciones), en los espacios en blanco que dejaba.
Los utensilios más habituales que utilizaba el copista eran: penna (la pluma o péñola), rasorium o cultellum (raspador) y atramentum (tinta).

## Historia

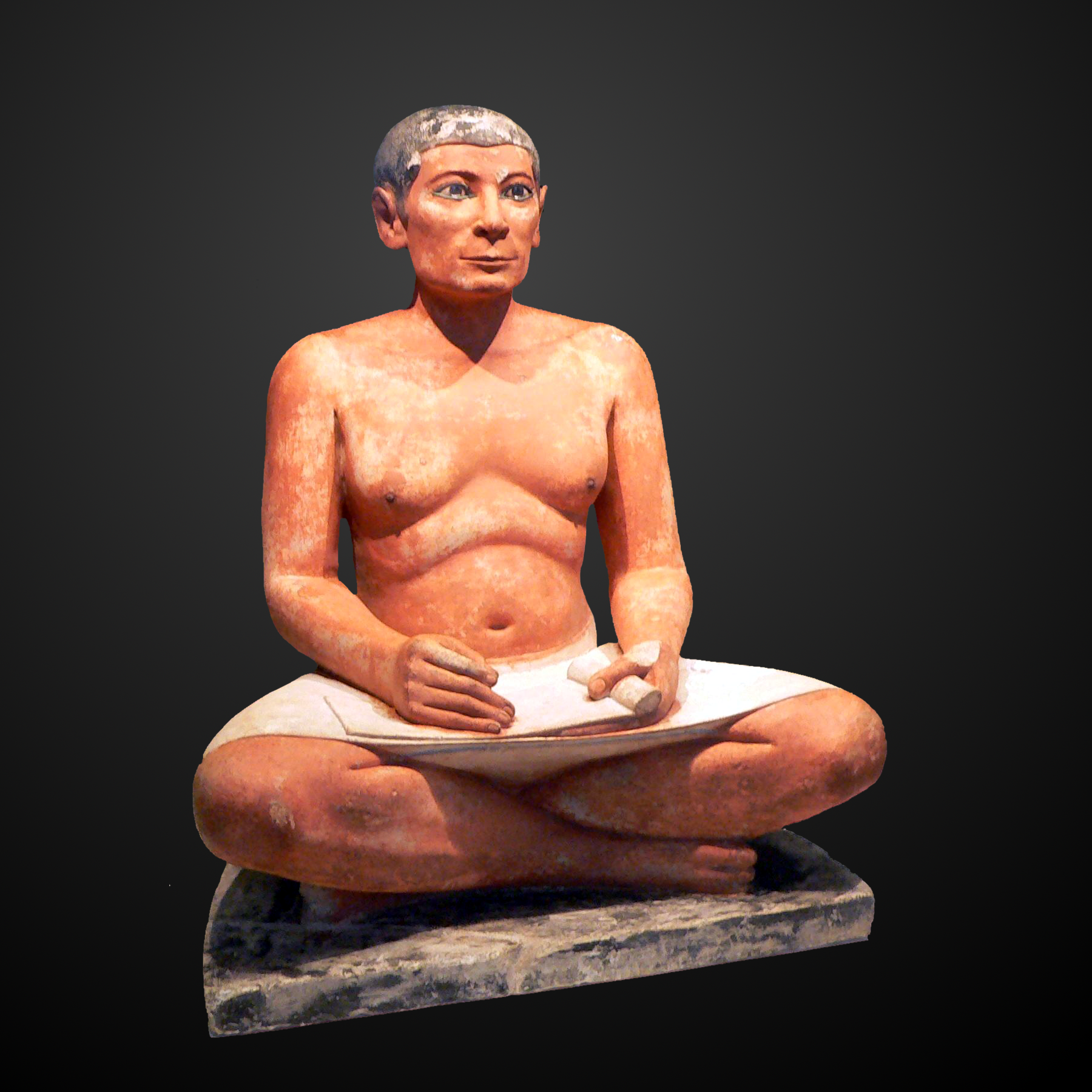
Escriba en el Antiguo Egipto.

La labor del copista tuvo gran importancia social en el Antiguo Egipto, donde los escribas o copistas eran muy valorados en una sociedad cuya escritura jeroglífica era un saber al que accedían solo unos pocos, y por su necesidad para las clases dirigentes, ocupaban un alto lugar entre la jerarquía administrativa. El escriba, siempre de familia principal, aprendía de un escriba experimentado las enseñanzas de su oficio desde niño. Sentado en el suelo con las piernas cruzadas, el escriba egipcio utilizaba como soporte el papiro, elaborado tras un complicado proceso a partir la planta homónima, y usaba para escribir una pluma de caña o un tallo de la misma planta del papiro. La escritura adoptaba el sentido de derecha a izquierda en columnas verticales.
En lo que respecta a una de las características semánticas más importantes de la palabra copista, la de reproducción, difusión y conservación del libro mediante su copia, este oficio, que desempeñaban los siervos, comienza en Grecia, y más tarde en Roma. El dominus o señor hacía copiar a sus esclavos, con destino a su biblioteca particular, cualquier libro. Los libreros, que comercializaban estos manuscritos, también tenían un número variable de copistas a su cargo para atender sus necesidades de reproducción de libros.

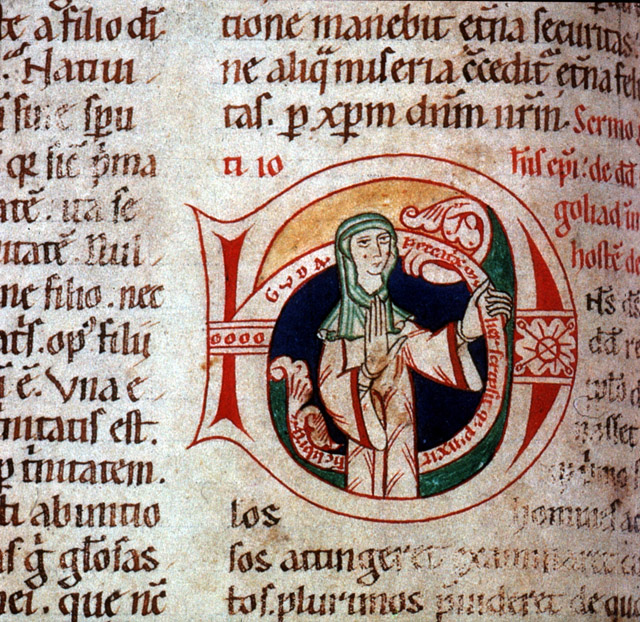
Autorretrato de Guda en un manuscrito del siglo XII

El panorama cambia cuando son los centros monásticos los encargados de transmitir y salvaguardar el patrimonio de libros escritos. El amanuense medieval acostumbraba a escribir o aislado en su celda (el caso de los monjes cartujos y de los cistercienses) o en el scriptorium (escritorio), que era una dependencia común del monasterio acondicionada para tal fin, allí trabajaban muchos monjes o monjas a la vez. En esta sala los religiosos escribían habitualmente al dictado, o traducían los libros escritos en griego o en latín con lo que se podían efectuar varias copias simultáneamente. Era un trabajo ingrato, que obligaba a forzar la vista, debido a la luz pobre que en general penetraba en los monasterios medievales. Cada día el copista trabajaba en un fragmento del ejemplar o modelo encomendado, o bien podían trabajar varios copistas al mismo tiempo en un códice repartiéndose los cuaterniones o cuadernillos. Algunos de ellos se autoretrataron en los textos que escribían, como fue el caso de Guda, iluminadora alemana del siglo XII, que dejó constancia de su trabajo retratándose dentro de la letra mayúscula del manuscrito que copiaba.